# JabRef
JabRef ist ein freies Literaturverwaltungsprogramm, das das BibTeX-Format einsetzt, welches das Standardformat für Literaturdatenbanken für LaTeX darstellt. Die Anwendung ist in Java programmiert und wird sowohl für Windows, Linux als auch macOS gewartet. JabRef bietet eine Oberfläche zur Bearbeitung von BibTeX-Dateien, zum Import von Daten aus wissenschaftlichen Online-Datenbanken und zum Verwalten und Suchen in BibTeX-Dateien. Das Programm wurde ursprünglich unter der GPL veröffentlicht; zur Version 3.6 wechselte man zur MIT License.

## Geschichte
Die erste Version von JabRef wurde 2003 auf SourceForge veröffentlicht, nachdem die Autoren von BibKeeper (Morten O. Alver) und JBibtexManager (Nizar Batada) sich entschlossen hatten, ihre Projekte zu fusionieren. Seitdem wurde das Programm kontinuierlich weiterentwickelt und sein Funktionsumfang erweitert.
Im Wintersemester 2015/2016 und im Sommersemester 2016 wurde JabRef in der Version 3 im Rahmen eines Studienprojekts an der Universität Stuttgart auf den Stand von Java 8 gebracht und eine Migration auf JavaFX vorbereitet. Die Umstellung auf JavaFX wurde in Version 4 abgeschlossen.

## Funktionsumfang
Mit JabRef können Literaturdatenbanken erstellt, organisiert, durchsucht und exportiert werden. Im Unterschied zu vergleichbaren Anwendungen speichert JabRef Literaturdaten in BibTeX-Dateien. Es kann sowohl der BibTeX- als auch BibLaTeX-Standard verwendet werden. BibTeX-Dateien können mit jedem Texteditor geöffnet und bearbeitet werden und sind im Vergleich zu anderen bibliografischen Datenformaten sehr gut lesbar.
Literaturlisten können in JabRef durchsucht und bearbeitet werden. Einträge können Schlagworten (Groups) sowohl manuell als auch automatisch (auch unter Benutzung regulärer Ausdrücke) zugeordnet und die Schlagworte hierarchisch organisiert werden. Schlagworte können mit logisch UND oder ODER kombiniert werden um Schnittmengen bzw. Vereinigungen von Schlagworten angezeigt zu bekommen. Damit ist zum Beispiel auch die Realisierung von Facettenklassifikationen möglich.
Die Eingabe bibliografischer Daten ist manuell über eine Eingabemaske oder automatisch über Schnittstellen möglich. Die Eingabemasken verschiedener Literaturtypen (Monografien, Artikel etc.) können vom Nutzer angepasst werden. Auch das Erstellen nicht-standardisierter Literaturtypen ist möglich. Zum automatischen Import von bibliografischen Daten stehen Filter für derzeit 15 Bibliografische Datenformate zur Verfügung (u. a. EndNote, MEDLINE, RIS, SciFinder). BibTeX wird von zahlreichen Bibliothekskatalogen als Austauschformat angeboten. Außerdem werden die direkte Suche und der Download von Daten aus PubMed, IEEE Xplore und CiteSeer angeboten. Mit der JabRef Browser Extension können bibliografische Angaben aus Webseiten direkt in JabRef importiert werden.
Auch Volltexte können gesucht und verwaltet werden. Links zu externen Ressourcen (lokale Dateien, URL, DOI) werden per Texteingabe, Drag-and-Drop oder Menüeingabe eingefügt und per Mausklick aus der Literaturliste heraus geöffnet. Beim Einfügen von PDF-Dateien können bibliografische Metadaten ausgelesen bzw. solche später in das PDF-Dokument geschrieben werden. Neuere Versionen unterstützen auch das Auslesen von Anmerkungen aus PDF-Dokumenten. Literaturempfehlungen können über den Dienst Mr. DLib abgerufen werden. MathSciNet ist integriert.
Literaturlisten können in eine Reihe von Standardformaten exportiert werden (DocBook, HTML, Office Open XML oder OpenOffice.org). Es können aber auch eigene Exportfilter erstellt werden. Für gängige Textbearbeitungsprogramme gibt es die Möglichkeit Literatureinträge aus JabRef direkt in das bearbeitete Dokument zu übertragen.
Auch der Einsatz zur Stapelverarbeitung in Kommandozeileninterpretern oder Skripten für die Konvertierung von Dateien mit Literaturreferenzen ist möglich.